# Anton Wolff von Todenwarth

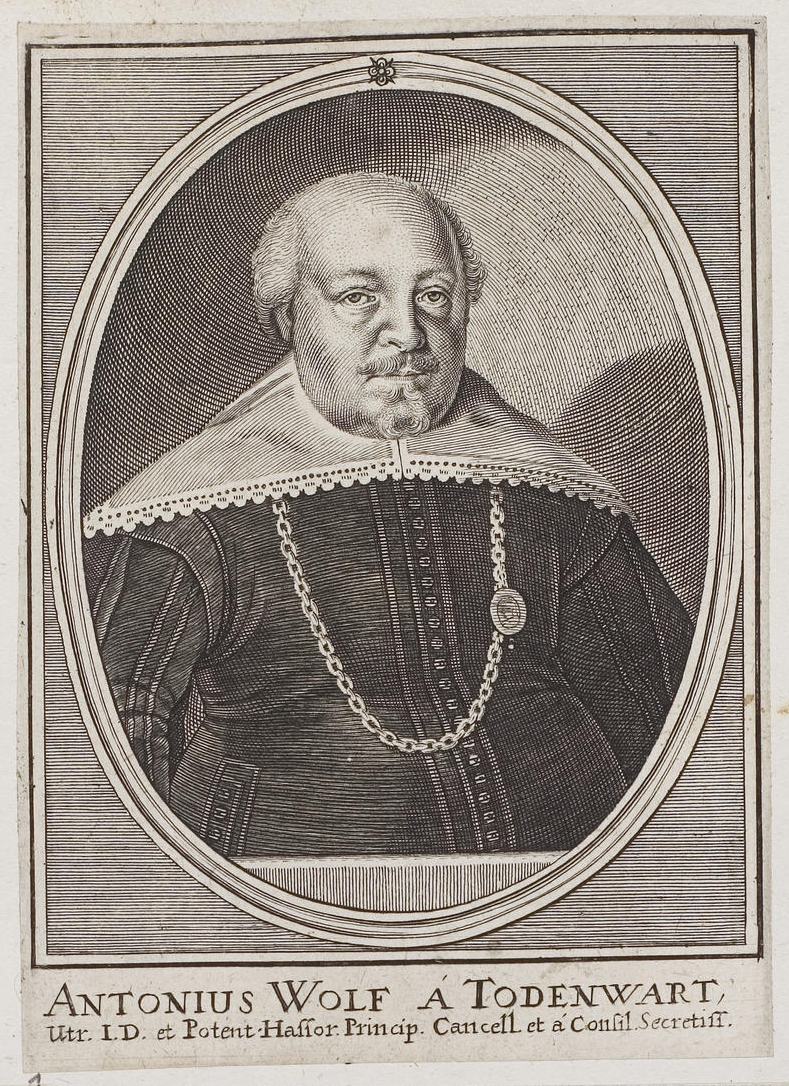

Anton Wolff von Todenwardt (* 5. Juni 1592 in Speyer; † 7. April 1641 in Frankfurt) war Kanzler in der Landgrafschaft Hessen-Darmstadt.

## Leben

### Herkunft und Familie
Anton Wolff von Todenwardt wuchs als Sohn des Leonard Wolff zur Todenwarth (1549–1606, Advokat und Prokurator am Reichskammergericht in Speyer) und dessen ersten Frau Anna Bien (1580–1614) zusammen mit seinen Brüdern Johann Jakob (1585–1657, Kaiserlicher Gesandter) und Christian Marsilius (1595–1641, Kaiserlicher Obrist) in der hennebergisch-fränkisch-hessischen Adelsfamilie Wolff von Todenwarth auf. Er war verheiratet mit Catharina von Beeck (1593–1635). Aus der Ehe ging der Sohn Eberhard (1614–1663, Jurist, Geheimer Rat, Diplomat) hervor. In zweiter Ehe war Anton mit Sophie von Baumbach (* 1611) verheiratet.

### Werdegang und Wirken
Nach dem Besuch der Gymnasien in Speyer und Schleusingen studierte Anton an den Universitäten Jena und Gießen Jura und promovierte im Jahre 1620 an der Universität Gießen, nachdem er im Jahre 1611 als Assessor seinen Dienst beim Reichskammergericht in Speyer begonnen hatte. Von 1613 bis 1614 war er als kurpfälzischer Rat und Syndikus in Aachen. Nach der Belagerung Aachens durch General Ambrosio Spinola und dem Zusammenbruch der evangelischen Mehrheit im Stadtrat flüchtete er über Utrecht nach Straßburg, wo er von 1615 bis 1624 ebenfalls als Syndikus tätig war. Dort erwirkte er das kaiserliche Privileg für die Universität Straßburg. Nach diesen Tätigkeiten zog es ihn in die Heimat zurück. Von 1624 bis 1639 wirkte er als Geheimer Rat und Kanzler unter dem Landgrafen Georg II. in Darmstadt und Gießen. 1627 war er Mitbegründer des Ludwig-Georgs-Gymnasiums in Darmstadt. 1632 wurde er zum Amtmann von Otzberg, Umstadt, Habitzheim und Rüsselsheim bestellt. Im Jahre 1635 war er Gesandter zum Sonderfrieden von Pirna und Prag und 1636 Fürstlicher Statthalter in Hessen-Darmstadt zu Marburg und Amtmann zu Schmalkalden.
1639 wurde Anton wegen schwerer Erkrankung aus dem Dienst entlassen. Er fiel in Ungnade, wurde in Marburg verhaftet und war bis zu seinem Tode Repressalien ausgesetzt.

### Todenwarth-Stiftung
Anton setzte 1636 mit der Todenwarthschen Almosenstiftung in Gießen seiner Frau Catharina, die am 10. Juni 1635 in Gießen an der Pest verstorben war, ein Denkmal. In der Stiftungsurkunde schrieb er dazu, dass „deren langwüriger Kranckheit und Schwachheit Bewandnus und Gefährlichkeit, aus landsfürstlichem Befehl, in Besorgung, daß ich sonst möchte an der hailsamen Friedensarbeit turbirt und gehindert werden, mir biß nach ihrem Tod verhölet und verborgen gebliben.“

### Ehrungen
- 10. März 1623 in Regensburg: Erhebung in den Reichsadelsstand
- 27. Juni 1637 in Prag: Erhebung in den Reichsfreiherrenstand

### Sonstiges
- In Darmstadt in der Mauerstraße 17 befindet sich ein denkmalgeschützter Bau, der als Haus der Kultur genutzt wird. Anfang des 17. Jahrhunderts errichtete der Baumeister Jakob Müller das Gebäude für Anton Wolff von Todenwardt als achteckiges Gartenhaus.
- 1627 übertrug Landgraf Georg II. das Gut Braunshardt als Erblehen an Anton Wolff von Todenwarth. Um die Mitte des 18. Jahrhunderts löste es Landgraf Ludwig VIII. von Antons Erben wieder ein.